# 岡田優
岡田 優（おかだ ゆう、1983年〈昭和58年〉7月4日 - ）は、日本の元プロバスケットボール選手。滋賀県大津市出身。現役時代のポジションはシューティングガード。

## 来歴
10歳でバスケットボールを始める。

大津市立粟津中学校時代に滋賀県大会で優勝した実績を引き下げ、京都の東山高校に入学。1年時にウィンターカップに出場し、ベスト8に進出する。大学は近畿大学に進学し、2年・4年時に関西リーグ優勝を経験。個人タイトルとして、2度の3ポイント王と得点王にも輝いている。インカレには4年連続で出場している。
卒業後、日本プロバスケットボールリーグ（bjリーグ）の高松ファイブアローズのチームトライアウトに合格し入団。背番号は22番。ドラフト外での入団ながらルーキーシーズンより全試合出場を果たし、2006-07シーズン準優勝に貢献。第1回bjリーグオールスターゲームにも主催者推薦で選出される。11月12日の東京アパッチ戦では、bjリーグ最多記録（当時）となる9本の3ポイントシュートを決めている。
2007-08シーズンより背番号を9番に変更。オールスターゲームに2シーズン連続出場。2008-09シーズンは2シーズンぶりに全試合出場を果たし、プレイオフカンファレンスセミファイナル進出に貢献。
2009-10シーズンのオールスターゲームではスリーポイントコンテストで初優勝。試合でも途中出場ながら15得点し、ウエストチームの初勝利に貢献。レギュラーシーズンでは1試合平均19.0得点し、日本人選手では初となるbjリーグ得点ランキングトップ10入りを果たし、bjリーグコミッショナー特別賞を受賞した。
オフにFA権を行使して滋賀レイクスターズに移籍。2010-11シーズンのオールスターゲームのスリーポイントコンテストでは連覇を達成。2011-12シーズンより背番号を1番に変更。
2012年オフに再びFA権を行使して京都ハンナリーズに移籍。
2014年オフに3度目のFA権行使で滋賀に復帰。2014-15シーズンはファイナルズに進出。2015-16シーズン11月21日の大分戦で38得点。3月6日の浜松戦で通算6000得点に到達。5・6日の連勝に大きく貢献したことが評価され高松在籍時以来となる週間MVPを受賞。
2016年7月、富山グラウジーズ（B1）に移籍。2016-17シーズンは51試合に出場し、1試合平均7.4得点を挙げた。
2017-18シーズンも富山に残留し、シーズン開幕から18試合に出場したが、2017年12月17日以降出場機会が無く、翌2018年1月26日、富山と同じくB1の西宮ストークスに期限付きで移籍することになった。
2018-19シーズンは東京八王子ビートレインズと契約。シーズン終了後、現役引退。
引退後は古巣である京都ハンナリーズのスクールコーチに就任した。

## 記録
| シーズン         | チーム | GP | GS | MPG  | FG%  | 3P%  | FT%  | RPG | APG | SPG | BPG | TO  | PPG  |
| ---------------- | ------ | -- | -- | ---- | ---- | ---- | ---- | --- | --- | --- | --- | --- | ---- |
| bjリーグ 2006-07 | 高松   | 40 | 38 | 23.5 | 38.2 | 34.2 | 84.1 | 1.2 | 2.1 | .9  | .0  | 1.5 | 11.0 |
| bjリーグ 2007-08 | 高松   | 44 | 42 | 26.9 | 45.3 | 40.9 | 77.9 | 1.5 | 2.7 | 1.1 | .1  | 1.8 | 13.6 |
| bjリーグ 2008-09 | 高松   | 52 | 49 | 28.3 | 40.0 | 36.1 | 75.9 | 2.1 | 3.9 | 1.1 | .1  | 2.6 | 12.5 |
| bjリーグ 2009-10 | 高松   | 51 | 51 | 37.2 | 38.0 | 36.2 | 74.4 | 2.8 | 2.7 | 2.3 | .1  | 2.8 | 19.0 |
| bjリーグ 2010-11 | 滋賀   | 50 | 1  | 17.5 | 35.6 | 29.7 | 78.8 | 1.3 | .8  | .5  | .1  | 1.1 | 8.1  |
| bjリーグ 2011-12 | 滋賀   | 49 | 44 | 28.2 | 38.4 | 37.7 | 83.1 | 2.3 | 2.7 | 1.2 | .2  | 1.8 | 12.9 |
| bjリーグ 2012-13 | 京都   | 52 | 31 | 25.1 | 38.1 | 33.3 | 74.5 | 2.0 | 2.5 | 1.0 | .0  | 1.7 | 11.0 |
| bjリーグ 2013-14 | 京都   | 50 | 42 | 26.1 | 38.1 | 36.2 | 77.1 | 1.8 | 1.8 | 1.1 | .1  | 1.6 | 10.3 |
| bjリーグ 2014-15 | 滋賀   | 52 | 51 | 25.3 | 38.4 | 29.2 | 84.3 | 3.1 | 2.5 | 1.6 | 0.2 | 2.5 | 13.3 |
| bjリーグ 2015-16 | 滋賀   | 51 | 45 | 29.0 | 39.2 | 33.7 | 75.3 | 2.9 | 2.8 | 1.6 | 0.3 | 2.7 | 15.9 |
| B1 2016-17       | 富山   | 51 | 14 | 18.0 | 37.3 | 26.7 | 82.3 | 1.5 | 1.4 | 0.7 | 0.0 | 1.3 | 7.4  |
| B1 2017-18       | 富山   | 18 | 0  | 13.6 | 36.3 | 28.6 | 70.0 | 0.9 | 0.8 | 0.6 | 0.1 | 1.1 | 5.6  |
| B1 2017-18       | 西宮   |    |    |      |      |      |      |     |     |     |     |     |      |

- bjリーグ
  - コミッショナー特別賞（2009-10）
  - スティール2位（2009-10）
  - オールスターゲーム出場（2006-07, 2007-08, 2009-10, 2011-12, 2015-16）
    - スリーポイントコンテスト優勝（2009-10, 2010-11, 2012-13）

  - 週 間MVP（2010年4月30日-5月5日, 2016年3月4日-6日）
  - 月間MVP（2014年10月）
  - 1 試合3ポイントシュート成功数　9本（歴代3位タイ、2006年11月12日東京戦、2009年4月5日大分戦　2009年5月10日に更新されるまでは1位）